# Happy Song
"Happy Song" é uma canção da banda de rock britânica Bring Me the Horizon. Produzida pelo tecladista Jordan Fish e pelo vocalista Oliver Sykes, foi apresentada no quinto álbum de estúdio da banda, That's the Spirit (2015) e lançada como o segundo single do álbum em 13 de julho de 2015. O single liderou a UK Rock & Metal Singles Chart e alcançou o número 55 no UK Singles Chart, número 2 na parada Mainstream Rock e número 19 na Billboard Hot Rock Songs.
Uma das primeiras canções escritas para o álbum, "Happy Song" incorpora o tema principal de That's the Spirit, com letras escritas principalmente sobre a depressão. Devido ao uso repetido da frase titular, a música é considerada a faixa-título não oficial do álbum e foi tocada como a música de abertura na maioria das datas da turnê promocional do álbum. Muitos críticos saudaram a faixa como um destaque do álbum, elogiando seu estilo mais pesado e riff de guitarra proeminente.

## Promoção e lançamento
Nas semanas que antecederam o lançamento de "Happy Song", Bring Me the Horizon divulgou notícias de seu próximo álbum de estúdio, That's the Spirit, compartilhando imagens da arte do guarda-chuva do álbum e da capa do rosto sorridente do single. Em 12 de julho de 2015, a música estreou como a "Rockest Record" daquele dia na BBC Radio 1 Rock Show com Daniel P. Carter, antes de ser disponibilizada para compra individual online. Em setembro, foi lançada como uma edição limitada em vinil de 7" exclusiva da HMV. Nenhum videoclipe foi produzido para a faixa, embora um vídeo ao vivo filmado no Leeds Festival em agosto de 2015 tenha sido lançado em outubro, sendo um vídeo de paródia de segurança e saúde ocupacional, descrita por Tom Connick da revista DIY como "doida". Também em outubro, a música (junto com "Throne") foi usada como tema oficial do programa de luta livre profissional NXT TakeOver: Respect. Em outubro de 2015, "Happy Song" foi apresentada, durante uma sequência de montagens, no episódio "PhDead" da 8ª temporada de Castle. Em março de 2016, foi destaque na trilha sonora do videogame EA Sports UFC 2. A música foi posteriormente incluída na trilha sonora do videogame WWE 2K22, lançado em 2022.
Em 17 de fevereiro de 2016, Bring Me the Horizon tocou "Happy Song" no evento do NME Awards em Austin, Texas. Durante a apresentação, o vocalista Oliver Sykes pulou na mesa em que o grupo Coldplay, vencedor do prêmio Godlike Genius, estava sentado, fazendo-a desabar. Alguns redatores afirmaram que Sykes havia intencionalmente visado o Coldplay, como um "protesto", embora o vocalista mais tarde tenha respondido confirmando que "não foi de forma alguma um protesto contra o Coldplay". O vocalista do Coldplay, Chris Martin, reagiu positivamente, descrevendo o incidente como "ótimo, bem rock n roll". Escrevendo sobre o evento, o NME elogiou a performance do grupo como "um verdadeiro lembrete do poder da performance bruta... foi uma tempestade absoluta".

## Composição e letra
De acordo com o conceito vago de That's the Spirit, a letra de "Happy Song" foi escrita sobre "tornar leve uma situação de merda", em particular referindo-se à depressão. Devido ao uso da frase "esse é o espírito", a música foi descrita pelo vocalista da banda, Oliver Sykes, como a "faixa-título não oficial" do álbum. Falando em uma conversa de faixa a faixa para o Spotify, o vocalista descreveu a frase como "ironicamente sombria", observando que "só é realmente usada pelas pessoas quando elas não têm ideia do que dizer. Não há resposta, não há solução; a única coisa que você pode dizer é apenas 'vá em frente', e é disso que se trata "Happy Song".
Em conversa com a DJ Annie Mac, o guitarrista Lee Malia revelou que a banda foi influenciada por Rage Against the Machine em "Happy Song", com Sykes acrescentando que sua intenção com a faixa era criar "algo pesado... mas não o mesmo que você já ouviu de nós antes". O vocalista também lembrou que foi "a primeira música pesada [que a banda] escreveu no disco", sugerindo que ela "deu o tom para o resto do álbum". A faixa apresenta uma seção de vocal infantil grupal proeminente, bem como instrumentos de cordas e de metal em alguns lugares, construídos em torno de uma série de riffs de guitarra notáveis. A música foi classificada como nu metal com influências do grunge.

## Recepção critica
Revelando a notícia do lançamento da faixa, o escritor da Rock Sound, Andy Biddulph, descreveu "Happy Song" como "absolutamente massiva" e em uma crítica a That's the Spirit mais tarde, a apelidou de "épica, estrondosa e arranha-céus em medida igual". Andrew Trendell, da Gigwise, também apelidou a música de "enorme", descrevendo-a como "uma laje monolítica de rock - e um sinal promissor do que está por vir". Emmy Mack, para o Music Feeds descreveu a canção como "um monstruoso novo hino do rock", comparando-a com Royal Blood, apelidando-a de "uma batida de rock pulsante". James Christopher Monger do AllMusic selecionou "Happy Song" como o destaque de That's the Spirit, descrevendo-a como "auspiciosa" e "ardente".
Alguns críticos afirmaram que "Happy Song", ao lado do single anterior "Drown", marcou uma mudança estilística dos lançamentos anteriores da banda. Brian Leak, da Alternative Press, observou que a faixa "segue o exemplo com uma direção ligeiramente nova para BMTH com bastante melodia e quase nenhum grito de Oli Sykes". Da mesma forma, Mack of Music Feeds sugeriu que "a música, sem dúvida, dividirá os fãs de longa data, já consternados com o que parece ser a repentina busca por tijolos amarelos do gigante do metalcore pelo apelo do mundo mainstream". Bradley Zorgdrager da Exclaim!  desaprovou a canção, alegando que, embora "liricamente, o álbum seja comovente e inteligente... ocasionalmente vacila, como em... "Happy Song."

## Desempenho comercial
"Happy Song" entrou na UK Singles Chart no número 55 em 17 de julho de 2015, ao mesmo tempo em que liderou a UK Rock & Metal Singles Chart. Permaneceu no topo das paradas na semana seguinte, antes do próximo single da banda, "Throne", ocupar seu lugar. A canção voltou ao UK Singles Chart em 18 de setembro no número 66, após o lançamento de That's the Spirit. Nos Estados Unidos, a faixa alcançou o número três na parada Billboard Mainstream Rock e o número 19 na parada Hot Rock Songs, além de registrar-se na parada Hot Rock Songs de final de ano no número 90. Por outro lado, alcançou a posição 68 no Australian Singles Chart.

## Faixas
| Download digital |                |         |  |
| N.º              | Título         | Duração |  |
| 1.               | "Happy Song"   | 3:59    |  |
| Duração total:   | Duração total: | 3:59    |  |

| Vinil de 7"    |                             |         |  |
| N.º            | Título                      | Duração |  |
| 1.             | "Happy Song"                | 3:59    |  |
| 2.             | "Happy Song" (instrumental) | 3:59    |  |
| Duração total: | Duração total:              | 7:58    |  |

## Créditos
Créditos adaptados do Tidal.
| Bring Me the Horizon - Oliver Sykes – vocais principais, produção, composição, programação - Lee Malia – guitarra, composição - Matt Kean – baixo, composição - Matt Nicholls – bateria, composição - Jordan Fish – teclados, sintetizadores, programação, percussão, vocais de apoio, produção, composição, engenharia Músicos adicionais - Maddie Cutter – violoncelo - Will Harvey – violino - Emma Fish – vocais de apoio | Produtores adicionais - Al Groves – engenharia - Sam Winfield – engenharia - Nikos Goudinakis – engenheiro assistente - Ted Jensen – masterização - Dan Lancaster – mixagem |

## Paradas

### Semanais
| Parada (2015–16)                                        | Posição de pico |
| ------------------------------------------------------- | --------------- |
| Australia (ARIA)                                        | 68              |
| Comunidade dos Estados Independentes (Tophit)           | 193             |
| Escócia (Scottish Singles Chart)                        | 35              |
| Reino Unido (UK Singles Chart)                          | 55              |
| Reino Unido (OCC UK Rock and Metal)                     | 1               |
| Estados Unidos (Billboard Hot Rock & Alternative Songs) | 19              |
| Estados Unidos (Billboard Rock Airplay)                 | 18              |

 
|

### Anuais
| Parada (2015)                 | Posição |
| ----------------------------- | ------- |
| US Hot Rock Songs (Billboard) | 90      |
| Parada (2016)                 | Posição |
| US Hot Rock Songs (Billboard) | 70      |

|}